# Rupes Boris

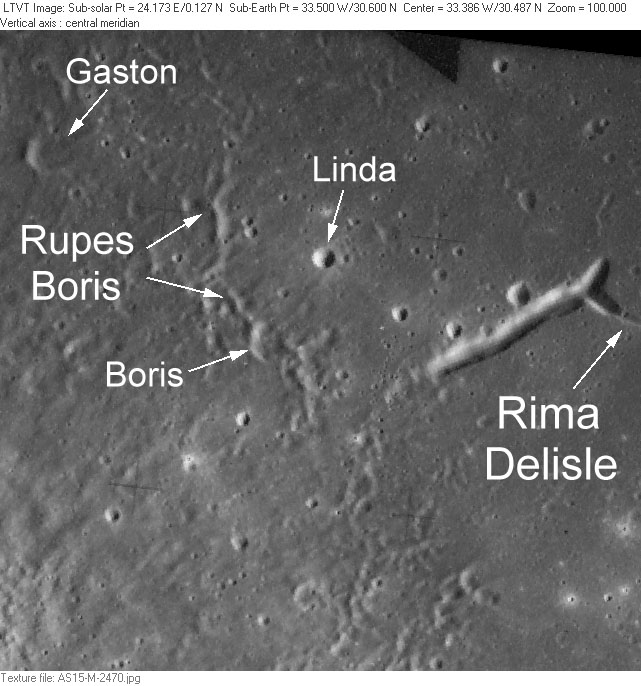
Rupes Boris sfotografowany w trakcie misji Apollo 15

Rupes Boris – uskok tektoniczny na powierzchni Księżyca  o długości około 4 km. Współrzędne selenograficzne ☾ 30,5°N 33,5°W/30,500000 -33,500000. Znajduje się w pobliżu krateru Aristarchus.
Nazwa klifu pochodzi od pobliskiego krateru Boris, który z kolei został nazwany od rosyjskiego imienia męskiego Borys.